# Елефант (остров)
Елефант (Мордвинов) (на английски: Elephant Island) е третият по големина от Южните Шетландски острови, разположени в крайната югозападна част на Атлантическия океан. 

## География
Остров Елефант се намира в източната част на Южните Шетландски острови и се явява най-северният остров на архипелага, като на изток протока Принц Чарлз го отделя от остров Корнуол. 
Дължината на остров Елефант от запад на изток е 47 km, ширината достига до 27 km, площта му е 557,9 km². Бреговата му линия, с дължина 134 km, е сравнително слабо разчленена. На западното му крайбрежие се намира заливът Табле. 
Релефът на острова е планински, с максимална височина връх Пендрагон 975 m, разположен в най-южната му част. Елефант почти изцяло е покрит с дебел леден щит, от който на запад и на юг се спускат 2 малки планинска ледника - Султан и Ендюранс.

## История
Островът е открит през февруари 1820 г. от ирландския топограф Едуард Брансфийлд, който извършва първото грубо топографско заснемане на бреговете му. На 29 януари 1821 островът е вторично открит от руската околосветска експедиция възглавявана от Фадей Белингсхаузен и е наименуван Мордвинов (на адмирал Семьон И. Мордвинов). Американският ловец на тюлени Робърт Филдс през 1821 г. наименува острова Елефант поради огромното количество морски слонове, обитаващи бреговете му.